# Miss Universe Slovenije 2007
Miss Universe Slovenije 2007 je bilo lepotno tekmovanje, ki je potekalo 20. aprila 2007 v Marini Portorož.
Dekleta so se predstavila v treh oblekah (večerne obleke, kopalke in obleke mladih slovenskih oblikovalk). Voditelja prireditve sta bila Rebeka Dremelj in Boštjan Klun. Prenašal jo je Kanal A. 
Zmagovalki so na glavo dali tiaro Zlatarne Celje z imenom Touch of Universe (oblikovala Helena Umberger). Zmagala je kreacija Diane Kotnik Lavtižar.

### Uvrstitve in nagrade
- zmagovalka, miss fotogeničnosti in Obraz Tjaša Kokalj, iz Ljubljane, avto znamke Ford Fiesta v trajno last[1]
- 1. spremljevalka Teja Britovšek, z Raven na Koroškem
- 2. spremljevalka Meta Logar, iz Ljubljane

### Glasbeni gostje
Med drugim so nastopili Anja Rupel in Hari Mata Hari, Šank Rock, Nuša Derenda in Kingston.

## Miss Universe
Tjaša Kokalj je sodelovala s stilistko Slavko Pajk in koreografinjo Polono Baš. V Mehiki se je predstavila v rožnati obleki. V humanitarne namene je odnesla šest srebrnikov Zlatarne Celje s podobo slovenskih znamenitosti.